# 관인
관인(官人)은 관리, 관료 등을 뜻하는 말이다. 일본사에서의 관인(일본어: 官人 かんにん, かんじん, つかさびと[*])은 율령제에서는 주전(主典) 이상 정육위(正六位) 이하의 관리, 나라 시대에서는 조(判官) 이하, 특히 근위부의 쇼겐(将監) 이하의 관리를 가리킨다.